# Holdgate
Holdgate – wieś w Anglii, w Shropshire, w dystrykcie (unitary authority) Shropshire. Leży 15,9 km od miasta Bridgnorth, 23,9 km od miasta Shrewsbury i 207,1 km od Londynu. W 1961 roku civil parish liczyła 47 mieszkańców.